# روني كلارك
روني كلارك (بالإنجليزية: Ronnie Clark)‏ (21 مايو 1932 في المملكة المتحدة - 13 سبتمبر 2013) هو لاعب كرة قدم بريطاني في مركز جناح ‏. لعب مع أولدهام أثلتيك ونادي غيلينغهام ونادي كيلمارنوك.